# Swift (Schriftart)
Die Swift ist eine für den Zeitungssatz entworfene Schrift von Gerard Unger. 1987 brachte die Firma Dr.-Ing. Rudolf Hell GmbH in Kiel die Schrift auf den Markt. Die Swift besitzt stilgeschichtliche Merkmale einer Renaissance-Antiqua.

Vier Zeitungsschriften im Vergleich (von oben): Ionic, Excelsior, Times und Swift Normal.

Gerard Unger fand viele Anregungen für seinen Schriftentwurf bei dem US-amerikanischen Typografen William Addison Dwiggins. So sind die dreieckigen Serifen in Dwiggins Schrift auch ein Kennzeichen der Swift. Die x-Höhe ist mit etwa 70 % der Versalhöhe relativ groß.